# 胚培養士

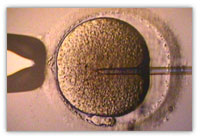
顕微授精の様子

胚培養士（はいばいようし）または生殖補助医療胚培養士（せいしょくほじょいりょうはいばいようし）は大学病院や産婦人科の医師の指導の下で顕微授精や体外授精などの生殖補助医療を行うことを業務とする医療技術者である。
資格は日本哺乳動物卵子学会により認定され、5年毎に更新の審査を受ける。不妊治療を専門とする医療機関に勤める医療系の国家資格保有者が受験することが多いが、看護師などは少数で、生物学、細胞病理学に精通している細胞検査士を含む臨床検査技師や衛生検査技師などがこの認定を受け活躍している者が多い。同様の認定資格に臨床エンブリオロジストがある。

## 養成機関
- 国際医療福祉大学大学院 医療福祉学研究科 保健医療学専攻 生殖補助医療胚培養分野
- 岡山大学生殖補助技術キャリア養成特別コース
- 山梨大学 大学院修士課程 生命環境学専攻 バイオサイエンスコース

基本的には働きながら技術を習得していき認定資格を取得するのだが、養成機関も少数出来始めている。しかし、養成機関を卒業しても資格が付与されるわけではない。現状では、胚培養室に就職し働きながら認定資格を取得する者が多数である。

## 認定制度
資格制度は平成13年に日本臨床エンブリオロジスト学会、翌平成14年に日本哺乳動物卵子学会により開始された。

### 日本卵子学会の場合
5年毎に更新の審査を受ける。
生殖補助医療胚培養士の資格認定審査に申請する者は、次に掲げるものをすべて満たしていなければならない。
（以下は主に日本哺乳動物卵子学会 生殖補助医療胚培養士資格認定審査申請内規からの引用）
1. 日本哺乳動物卵子学会の会員であること
2. 次の各号のいずれかに該当すること
  1. 大学院の医学(系)研究科、医療福祉学研究科、保健学研究科、農学研究科、獣医畜産学研究科、生物産業学研究科、生命科学研究科、自然科学研究科、看護学研究科、生物圏科学研究科、獣医学研究科、畜産学研究科、農学生命科学研究科、生物資源科学研究科、生物理工学研究科もしくはこれらに準ずる研究科において、生殖生物学関連の科目を修得した修士あるいは博士であること
  2. 大学の医学部、農学部、生物資源科学部、畜産学部、獣医学部、獣医畜産学部、生物理工学部、酪農学部、生物生産学部、生物産業学部、生物資源学部、農学生命科学部、薬学部、保健衛生学部、看護学部、医療技術学部、保健医療学部、医療衛生学部もしくはこれらに準ずる機関において、生殖生物学関連の科目を修得した学士であること
  3. 学校教育法に規定する専修学校において、生殖生物学関連の科目を修得した臨床検査技師または正看護師であること
  4. 委員会（日本哺乳動物卵子学会）が上記と同等以上であると判断した者であること
3. 委員会（日本哺乳動物卵子学会）が主催する講習会を受講していること
4. 日本産科婦人科学会が認定する体外受精・胚移植の施設で、1年以上の臨床実務経験を有していること
5. 生殖補助医療に対する高い倫理観と品位を有していること
6. 日本哺乳動物卵子学会及び関連する学会に、最近1年以内に2回以上参加していること

関連学会とは日本産科婦人科学会、日本泌尿器科学会、日本生殖医学会、日本受精着床学会、日本生殖免疫学会及び日本アンドロロジー学会の本大会を指し、地方部会は含まないものとする

## 補足
近年では、大学の動物発生学系の研究室においてマウス胚操作などの専門技術を学び、その技術を使った論文で学位（学士・修士・博士）を取得した者が不妊治療を専門とする医療機関に就職し、医師の下で専門の教育を受けた後に認定を受けるケースもあり、必ずしも医療系国家資格保有者が胚培養士になるというわけではない。
胚とは、一つの細胞または細胞群であって、そのまま人または動物の胎内において発生の過程を経ることにより一つの個体に成長する可能性のあるもののうち、胎盤の形成を開始する前のもの（ヒトに関するクローン技術等の規制に関する法律）である。細胞である胚の取り扱いに関しては国家資格は定められておらず、医師の指導の下、基準を満たせば医療系の国家資格を持たない者でも胚培養士として生殖補助医療に参加することが可能である。
なお、胚培養士は生殖補助医療を目的として、医師の指導の下に体外で配偶子及び胚を扱う業務に従事する者であり、母体や胎児に医療行為を行うことはできない。

## 題材にした作品
- 『胚培養士ミズイロ』- おかざき真里の漫画